# エリサベト・レーン
マルタ・エリサベト・レーン（Märta Elisabeth Rehn、1935年4月6日 - ）は、フィンランドの政治家。スウェーデン人民党所属。女性として初めて同国の国防相を務めた。1994年の大統領選挙に立候補したが、マルッティ・アハティサーリに惜敗した。

## 経歴
父は医師であった。ウーシマー県マンツァラで幼少期を過ごし、カウニアイネンの全寮制学校に進学する。1957年にスウェーデン高等商業学校で経済学の理学修士号を、オーボ・アカデミー大学で政治学の博士号をそれぞれ取得し、1960年代初めにはタッパーウェアをフィンランド国内に流通させた第一人者として知られるようになる。
1995年に女性として初めて国防相を務め、女性も兵士に就けるよう法を整備した。また、国際連合の事務次長やボスニア・ヘルツェゴビナの人権特別報告官なども務め、国際的にも活躍した。
世界各国で「健全な政府」を支援するNGO、グローバル・リーダーシップ・ファンデーション（Global Leadership Foundation）に参加している。1955年にオヴェ・レーンと結婚し、ヴェロニカ、ヨアキム、シャルロッタ、ヨハンの4子を儲けたが、2004年11月8日に死別した。彼女自身にも1990年代に大腸癌、2000年に乳がんが見つかったがいずれも克服した。